# Jens Geisler (Politiker)
Jens Geisler (* 8. Mai 1951 in Aasiaat; † 12. Februar 2010 in Kopenhagen) war ein grönländischer Politiker (Inuit Ataqatigiit), Lehrer, Dichter und Künstler.

## Leben
Jens Geisler studierte in Sorø und besuchte das Lehrerseminar in Hellerup, das er 1975 abschloss. Im selben Jahr wurde er als Lehrer in seiner Geburtsstadt eingesetzt und später zum Schulinspektor ernannt. Er war als Künstler und Dichter bekannt. Er veröffentlichte ein Buch mit Zeichnungen (Titartakkat). 1982 erschien sein Gedichtband Arraa inuuneq („Schau, das Leben!“) unter dem Pseudonym Sikunnguaq.
Jens Geisler war Mitgründer der Inuit Ataqatigiit und wurde 1979 das erste Gemeinderatsmitglied der Partei in der Gemeinde Aasiaat. Im selben Jahr kandidierte er bei der Parlamentswahl 1979, allerdings erreichte die Partei wegen des Wahlrechts keinen Parlamentssitz. Zwei Jahre später kandidierte er bei der Folketingswahl 1981, wurde aber nicht gewählt. 1983 wurde er Vizebürgermeister der Gemeinde Aasiaat. Bei der Parlamentswahl 1983 unter neuem Wahlrecht konnte er erstmals ins Inatsisartut einziehen. Bei der Parlamentswahl 1984 wurde er wiedergewählt, ebenso wie 1987. Bei der Folketingswahl 1987 war er Erster Stellvertreter von Kuupik Kleist, der aber nicht gewählt wurde. Ein Jahr später trat er als Zweiter Stellvertreter von Henriette Rasmussen bei der Folketingswahl 1988 an, die aber ebenfalls nicht gewählt wurde. 1989 musste er das Inatsisartut verlassen, weil er wegen der Vergewaltigung mehrerer Personen, darunter einem minderjährigen Jungen, zu einer Bewährungsstrafe mit psychiatrischer Behandlung verurteilt wurde. Sein Nachfolger wurde Ole Lynge.
Jens Geisler starb 2010 im Alter von 58 Jahren nach längerer Krankheit in seinem Haus im Kopenhagener Stadtteil Vanløse.